# Campionato mondiale maschile di pallacanestro 1998
Il campionato mondiale maschile di pallacanestro 1998 è stata la tredicesima edizione del torneo, organizzato dalla FIBA. 
Svoltosi ad Atene (Grecia) dal 29 luglio al 9 agosto 1998, confermò la formula del precedente torneo: alla manifestazione parteciparono 16 squadre, divise in 4 gironi, con qualificazione al turno seguente per le prime due di ciascun raggruppamento.

## Squadre partecipanti
| Gruppo A - Canada - Grecia - Italia - Senegal | Gruppo B - Giappone - Jugoslavia - Porto Rico - Russia | Gruppo C - Brasile - Corea del Sud - Lituania - Stati Uniti | Gruppo D - Argentina - Australia - Nigeria - Spagna |

## Gironi di qualificazione

### Gruppo A
| Squadra    | P | V | P | PF  | PS  | Dif |
| ---------- | - | - | - | --- | --- | --- |
| 1. Grecia  | 6 | 3 | 0 | 220 | 185 | +35 |
| 2. Italia  | 5 | 2 | 1 | 211 | 209 | +2  |
| 3. Canada  | 4 | 1 | 2 | 211 | 214 | -3  |
| 4. Senegal | 3 | 0 | 3 | 180 | 203 | -23 |

| Primo turno   |         |         |
| Senegal       | Italia  | 66 - 76 |
| Grecia        | Canada  | 78 - 72 |
| Secondo turno |         |         |
| Canada        | Senegal | 70 - 57 |
| Italia        | Grecia  | 56 - 74 |
| Terzo turno   |         |         |
| Canada        | Italia  | 69 - 79 |
| Senegal       | Grecia  | 57 - 68 |

### Gruppo B
| Squadra       | P | V | P | PF  | PS  | Dif |
| ------------- | - | - | - | --- | --- | --- |
| 1. Jugoslavia | 6 | 3 | 0 | 261 | 194 | +67 |
| 2. Russia     | 5 | 2 | 1 | 243 | 213 | +30 |
| 3. Porto Rico | 4 | 1 | 2 | 217 | 223 | -6  |
| 4. Giappone   | 3 | 0 | 3 | 169 | 260 | -91 |

| Primo turno   |            |         |
| Giappone      | Russia     | 58 - 83 |
| Jugoslavia    | Porto Rico | 80 - 66 |
| Secondo turno |            |         |
| Porto Rico    | Giappone   | 78 - 57 |
| Russia        | Jugoslavia | 74 - 82 |
| Terzo turno   |            |         |
| Giappone      | Jugoslavia | 54 - 99 |
| Porto Rico    | Russia     | 73 - 86 |

### Gruppo C
| Squadra          | P | V | P | PF  | PS  | Dif |
| ---------------- | - | - | - | --- | --- | --- |
| 1. Lituania      | 6 | 3 | 0 | 247 | 200 | +47 |
| 2. Stati Uniti   | 5 | 2 | 1 | 253 | 205 | +48 |
| 3. Brasile       | 4 | 1 | 2 | 197 | 222 | -25 |
| 4. Corea del Sud | 3 | 0 | 3 | 191 | 261 | -70 |

| Primo turno   |               |         |
| Corea del Sud | Lituania      | 56 - 97 |
| Stati Uniti   | Brasile       | 83 - 59 |
| Secondo turno |               |         |
| Brasile       | Corea del Sud | 76 - 73 |
| Lituania      | Stati Uniti   | 84 - 82 |
| Terzo turno   |               |         |
| Brasile       | Lituania      | 62 - 66 |
| Corea del Sud | Stati Uniti   | 62 - 88 |

### Gruppo D
| Squadra      | P | V | P | PF  | PS  | Dif |
| ------------ | - | - | - | --- | --- | --- |
| 1. Spagna    | 6 | 3 | 0 | 225 | 211 | +14 |
| 2. Argentina | 5 | 2 | 1 | 201 | 181 | +20 |
| 3. Australia | 4 | 1 | 2 | 208 | 207 | +1  |
| 4. Nigeria   | 3 | 0 | 3 | 183 | 218 | -35 |

| Primo turno   |           |         |
| Nigeria       | Spagna    | 68 - 80 |
| Australia     | Argentina | 62 - 66 |
| Secondo turno |           |         |
| Argentina     | Nigeria   | 68 - 51 |
| Spagna        | Australia | 77 - 76 |
| Terzo turno   |           |         |
| Nigeria       | Australia | 64 - 70 |
| Argentina     | Spagna    | 67 - 68 |

## Gironi di accesso ai quarti di finale
Le prime quattro di ogni gruppo passano ai quarti di finale, le ultime due di ogni girone disputano le gare per i posti dal nono al dodicesimo.

### Gruppo E
| Squadra       | P | V | P | PF  | PS  | Dif |
| ------------- | - | - | - | --- | --- | --- |
| B2 Russia     | 6 | 3 | 0 | 212 | 175 | +37 |
| B1 Jugoslavia | 5 | 2 | 1 | 225 | 172 | +53 |
| A2 Italia     | 5 | 2 | 1 | 184 | 194 | -10 |
| A1 Grecia     | 4 | 1 | 2 | 175 | 194 | -19 |
| B3 Porto Rico | 4 | 1 | 2 | 221 | 220 | +1  |
| A3 Canada     | 3 | 0 | 3 | 208 | 270 | -62 |

| Primo turno   |            |         |
| Jugoslavia    | Canada     | 95 - 55 |
| Russia        | Italia     | 71 - 55 |
| Porto Rico    | Grecia     | 64 - 71 |
| Secondo turno |            |         |
| Canada        | Porto Rico | 81 - 94 |
| Italia        | Jugoslavia | 61 - 60 |
| Grecia        | Russia     | 48 - 60 |
| Terzo turno   |            |         |
| Russia        | Canada     | 81 - 72 |
| Porto Rico    | Italia     | 63 - 68 |
| Jugoslavia    | Grecia     | 70 - 56 |

### Gruppo F
| Squadra        | P | V | P | PF  | PS  | Dif |
| -------------- | - | - | - | --- | --- | --- |
| C2 Stati Uniti | 6 | 3 | 0 | 258 | 225 | +33 |
| D1 Spagna      | 5 | 2 | 1 | 232 | 218 | +14 |
| D2 Argentina   | 4 | 1 | 2 | 235 | 247 | -12 |
| C1 Lituania    | 4 | 1 | 2 | 225 | 232 | -7  |
| D3 Australia   | 5 | 2 | 1 | 224 | 232 | -8  |
| C3 Brasile     | 3 | 0 | 3 | 202 | 234 | -32 |

| Primo turno   |             |         |
| Australia     | Lituania    | 71 - 61 |
| Argentina     | Stati Uniti | 74 - 87 |
| Spagna        | Brasile     | 73 - 63 |
| Secondo turno |             |         |
| Lituania      | Argentina   | 84 - 75 |
| Brasile       | Australia   | 63 - 75 |
| Stati Uniti   | Spagna      | 75 - 73 |
| Terzo turno   |             |         |
| Spagna        | Lituania    | 86 - 80 |
| Argentina     | Brasile     | 86 - 76 |
| Australia     | Stati Uniti | 78 - 96 |

## Gironi di eliminazione e classificazione

### Girone dal 9º al 12º posto
| Porto Rico             | Brasile   | 64 - 76 |
| Canada                 | Australia | 71 - 88 |
| Finale per l'11º posto |           |         |
| Porto Rico             | Canada    | 92 - 81 |
| Finale per il 9º posto |           |         |
| Brasile                | Australia | 75 - 79 |

### Quarti di finale
| Russia     | Lituania    | 82 - 67 |
| Italia     | Stati Uniti | 77 - 80 |
| Jugoslavia | Argentina   | 70- 62  |
| Grecia     | Spagna      | 69 - 62 |

### Girone dal 5º all'8º posto
| Lituania               | Italia    | 71 - 76 |
| Argentina              | Spagna    | 64 - 77 |
| Finale per il 7º posto |           |         |
| Lituania               | Argentina | 77 - 76 |
| Finale per il 5º posto |           |         |
| Italia                 | Spagna    | 61 - 64 |

### Semifinali
|            |             |         |
| Russia     | Stati Uniti | 66 - 64 |
| Jugoslavia | Grecia      | 78 - 73 |

### Finali
| Finale per il 3º e 4º posto |            |         |
| Stati Uniti                 | Grecia     | 84 - 61 |
| Finale per il 1º e 2º posto |            |         |
| Russia                      | Jugoslavia | 62 - 64 |

## Classifica finale
| Campione del Mondo | Campione del Mondo | Campione del Mondo |
| --- | ------------------ | --- |
| Jugoslavia4 Bodiroga, 5 Šćepanović, 6 S. Obradović, 7 Lončar, 8 Lukovski, 9 Berić, 10 Đorđević, 11 Rebrača, 12 Drobnjak, 13 Bulatović, 14 Tomašević, 15 Topić, All. Željko Obradović |                    | |
| Argento | Russia             | Russia4 Karasëv, 5 Kudelin, 6 Pašutin, 7 Kisurin, 8 Domani, 9 Tichonenko, 10 Babkov, 11 Michajlov, 12 Morgunov, 13 Kurašov, 14 Panov, 15 Nosov, All. Sergej Belov                                         |
| Bronzo | Stati Uniti        | Stati Uniti4 Langdon, 5 Hawkins, 6 Garris, 7 Sasser, 8 J. King, 9 Edwards, 10 Oliver, 11 Alexis, 12 G. King, 13 Wood, 14 Amaya, 15 Miller, All. Rudy Tomjanovich                                          |
| 4. | Grecia             | Grecia4 Kalaitzīs, 5 Mpalogiannīs, 6 Mpountourīs, 7 Papanikolaou, 8 Sigalas, 9 Korōnios, 10 Alvertīs, 11 Oikonomou, 12 Tsakalidīs, 13 Fasoulas, 14 Rentzias, 15 Karagkoutīs, All. Panagiōtīs Giannakīs    |
| 5. | Spagna             | Spagna4 Angulo, 5 Rodilla, 6 Azofra, 7 Orenga, 8 Rodríguez, 9 Jiménez, 10 de la Fuente, 11 Herreros, 12 Paraíso, 13 de Miguel, 14 Reyes, 15 Dueñas, All. Lolo Sainz                                       |
| 6. | Italia             | Italia4 Bonora, 5 Basile, 6 De Pol, 7 Fučka, 8 Pozzecco, 9 Galanda, 10 Myers, 11 Meneghin, 12 Abbio, 13 Frosini, 14 Chiacig, 15 Damião, All. Bogdan Tanjević                                              |
| 7. | Lituania           | Lituania4 Jasikevičius, 5 E. Žukauskas, 6 Masiulis, 7 Štombergas, 8 M. Žukauskas, 9 Pačėsas, 10 Lukminas, 11 Adomaitis, 12 Karnišovas, 13 Maskoliūnas, 14 Einikis, 15 Praškevičius, All. Jonas Kazlauskas |
| 8. | Argentina          | Argentina4 Nicola, 5 Sconochini, 6 Montecchia, 7 de la Fuente, 8 Sánchez, 9 Milanesio, 10 Espil, 11 Osella, 12 Oberto, 13 Ginóbili, 14 Simoni, 15 Wolkowyski, All. Julio Lamas                            |
| 9. | Australia          | Australia4 Ronaldson, 5 Maher, 6 Fisher, 7 Drmic, 8 Mackinnon, 9 Dwight, 10 Gaze, 11 Heal, 12 Melmeth, 13 Anstey, 14 Vlahov, 15 Rogers, All. Barry Barnes                                                 |
| 10. | Brasile            | Brasile4 Marcelinho, 5 Ratto, 6 Caio, 7 Pipoka, 8 Sandro, 9 Demétrius, 10 Helinho, 11 Chuí, 12 Josuel, 13 Brasília, 14 Rogério, 15 Janjão, All. Hélio Rubens                                              |
| 11. | Porto Rico         | Porto Rico4 Ortiz, 5 Casiano, 6 Travieso, 7 O. Santiago, 8 Mincy, 9 Carter, 10 Colón, 11 Vega, 12 Hourruitiner, 13 de León, 14 D. Santiago, 15 Soto, All. Carlos Morales                                  |
| 12. | Canada             | Canada4 Vickery, 5 Hamilton, 6 Daniels, 7 Francis, 8 Njoku, 9 Barrett, 10 Hallas, 11 MacCulloch, 12 Keane, 13 Guarasci, 14 Meeks, 15 Newton, All. Steve Konchalski                                        |
| 13. | Nigeria            | Nigeria4 Ogwudire, 5 Okon, 6 Ayinla, 7 Okonkwo, 8 Acha, 9 Owinje, 10 Nwosu, 11 Dare, 12 Awojobi, 13 Ekezie, 14 Aluma, 15 Okenwa, All. Ayo Bakare                                                          |
| 14. | Giappone           | Giappone4 Yamazaki, 5 Yūki, 6 Nagano, 7 Sako, 8 Hasegawa, 9 Orimo, 10 Setsumasa, 11 Minamiyama, 12 Takahashi, 13 Furuta, 14 Sakumoto, 15 Tominaga, All. Mototaka Kohama                                   |
| 15. | Senegal            | Senegal4 Niang, 5 Ba, 6 Aw, 7 Mak. N'Diaye, 8 Fall, 9 Da Sylva, 10 Diouf, 11 Carvalho, 12 Sow, 13 Mam. N'Diaye, 14 Dia, 15 A. N'Diaye, All. Ousseynou Ndiaga Diop                                         |
| 16. | Corea del Sud      | Corea del Sud4 Chu, 5 Kang, 6 Kim H., 7 Kim B., 8 Jo, 9 Hyeon, 10 Lee, 11 Seo, 12 Kim S., 13 Yang, 14 Mun, 15 Kim J., All. Jeong Gwang-seok                                                               |

## Riconoscimenti giocatori

### MVP del Mondiale
- Dejan Bodiroga

### All-Tournament Team
- Vasilij Karasëv
- Alberto Herreros
- Dejan Bodiroga
- Gregor Fučka
- Željko Rebrača

### Migliori cinque marcatori del torneo
- Alberto Herreros
- Artūras Karnišovas
- Shane Heal
- Andrew Gaze
- Piculín Ortiz